# Mistrzostwa Świata w Biathlonie 1990
25. Mistrzostwa Świata w Biathlonie odbyły się w trzech miastach: Oslo, Mińsku oraz Kontiolahti. W Mińsku rozegrano bieg indywidualny, w Oslo sprint oraz bieg drużynowy, zaś w Kontiolahti sztafety.

## Mężczyźni

### Sprint
| Medal | Zawodnik            | Narodowość | Strzelanie | Wynik   |
| ----- | ------------------- | ---------- | ---------- | ------- |
|       | Mark Kirchner       | NRD        | 0+0        | 25:48,9 |
|       | Eirik Kvalfoss      | Norwegia   | 1+1        | +10,9   |
|       | Siergiej Czepikow   | ZSRR       | 1+1        | +32,0   |
| 4.    | Hervé Flandin       | Francja    | 0+0        | +47,4   |
| 5.    | Frank Luck          | NRD        | 1+1        | +48,2   |
| 6.    | Steffen Hoos        | NRD        | 0+0        | +50,1   |
| 7.    | Andreas Zingerle    | Włochy     | 1+0        | +52,6   |
| 8.    | Walerij Miedwiedcew | ZSRR       | 0+0        | +54,2   |
| 9.    | Walerij Noskow      | ZSRR       | 0+0        | +55,0   |
| 10.   | Johann Passler      | Włochy     | 1+1        | +59,9   |
| ...   |                     |            |            |         |
| 29.   | Jan Wojtas          | Polska     | 0+1        | +2:06,2 |
| 34.   | Dariusz Kozłowski   | Polska     | 0+2        | +2:24,6 |
| 41.   | Krzysztof Sosna     | Polska     | 2+1        | +2:48,6 |
| 56.   | Piotr Pluta         | Polska     | 1+3        | +3:31,8 |

### Bieg indywidualny
| Medal | Zawodnik            | Narodowość     | Strzelanie | Wynik     |
| ----- | ------------------- | -------------- | ---------- | --------- |
|       | Walerij Miedwiedcew | ZSRR           | 0+0+0+0    | 1:06:39,7 |
|       | Siergiej Czepikow   | ZSRR           | 0+0+0+0    | +23,3     |
|       | Anatolij Żdanowicz  | ZSRR           | 0+0+0+0    | +1:59,6   |
| 4.    | Jurij Kaszkarow     | ZSRR           | 0+0+0+1    | +2:23,1   |
| 5.    | Andreas Zingerle    | Włochy         | 0+0+0+1    | +2:33,2   |
| 6.    | Frank Luck          | NRD            | 0+0+1+1    | +2:56,1   |
| 7.    | Gisle Fenne         | Norwegia       | 0+1+2+0    | +3:15,4   |
| 8.    | Hervé Flandin       | Francja        | 0+0+0+1    | +3:49,1   |
| 9.    | Ivan Masařík        | Czechosłowacja | 0+1+0+1    | +3:57,8   |
| 10.   | Eirik Kvalfoss      | Norwegia       | 2+1+0+0    | +4:08,6   |
| ...   |                     |                |            |           |
| 37.   | Józef Dąbrowski     | Polska         | 0+2+0+0    | +9:01,0   |
| 43.   | Piotr Pluta         | Polska         | 1+1+2+0    | +9:40,5   |
| 44.   | Dariusz Kozłowski   | Polska         | 0+1+2+1    | +9:41,7   |
| 49.   | Jan Wojtas          | Polska         | 1+1+2+1    | +10:52,8  |

### Sztafeta
| Pozycja | Reprezentacja | Zawodnicy                                                              | Strzelanie      | Wynik     |
| ------- | ------------- | ---------------------------------------------------------------------- | --------------- | --------- |
|         | Włochy        | Pieralberto Carrara Wilfried Pallhuber Johann Passler Andreas Zingerle | 1+0 0+0         | 1:30:54,7 |
|         | Francja       | Xavier Blond Thierry Gerbier Christian Dumont Hervé Flandin            | 0+0             | +2:14,1   |
|         | NRD           | Frank Luck André Sehmisch Mark Kirchner Birk Anders                    | 0+0             | +3:07,5   |
| 4.      | Norwegia      | Geir Einang Gisle Fenne Frode Løberg Eirik Kvalfoss                    | 0+0             | +3:11,1   |
| 5.      | ZSRR          | Walerij Noskow Jurij Kaszkarow Walerij Miedwiedcew Siergiej Czepikow   | 0+0 0+1 0+0     | +3:18,6   |
| 6.      | Finlandia     | Vesa Hietalahti Harri Eloranta Antero Lähde Timo Seppälä               | 0+0             | +5:54,5   |
| 7.      | Austria       | Egon Leitner Franz Schuler Bruno Hofstätter Alfred Eder                | 0+0 2+0 0+0     | +6:31,7   |
| 8.      | Jugosławia    | Boštjan Lekan Sašo Grajf Roman Klinc Jure Velepec                      | 0+1 0+0 0+1 0+0 | +9:03,3   |

### Bieg drużynowy
| Pozycja | Reprezentacja  | Zawodnicy                                                                | Strzelanie | Wynik     |
| ------- | -------------- | ------------------------------------------------------------------------ | ---------- | --------- |
|         | NRD            | Raik Dittrich Mark Kirchner Birk Anders Frank Luck                       | 1 0 1      | 1:04:24,1 |
|         | Czechosłowacja | Tomáš Kos Ivan Masařík Jiří Holubec Jan Matouš                           | 0 1 0      | +12,4     |
|         | Francja        | Christian Dumont Stéphane Bouthiaux Hervé Flandin Thierry Gerbier        | 1 2 0 1    | +50,1     |
| 4.      | ZSRR           | Jurij Kaszkarow Siergiej Czepikow Anatolij Żdanowicz Walerij Miedwiedcew | 2 0 1      | +1:37,9   |
| 5.      | Austria        | Franz Schuler Egon Leitner Bruno Hofstätter Alfred Eder                  | 1 3 0      | +1:55,8   |
| 6.      | Norwegia       | Geir Einang Frode Løberg Sverre Istad Gisle Fenne                        | 2 1 3 0    | +2:57,8   |
| 7.      | Polska         | Jan Wojtas Józef Dąbrowski Dariusz Kozłowski Krzysztof Sosna             | 2 0 2      | +3:47,2   |
| 8.      | Szwecja        | Anders Mannelqvist Ulf Johansson Lars Wiklund Mikael Löfgren             | 1 0 4 1    | +4:26,3   |

## Kobiety

### Sprint
| Medal | Zawodniczka        | Narodowość        | Strzelanie | Wynik   |
| ----- | ------------------ | ----------------- | ---------- | ------- |
|       | Anne Elvebakk      | Norwegia          | 0+1        | 27:12,8 |
|       | Swietłana Dawydowa | ZSRR              | 1+1        | +3,3    |
|       | Elin Kristiansen   | Norwegia          | 1+0        | +32,1   |
| 4.    | Cwetana Krastewa   | Bułgaria          | 1+3        | +32,1   |
| 5.    | Jelena Gołowina    | ZSRR              | 1+1        | +59,9   |
| 6.    | Pirjo Aalto        | Finlandia         | 1+0        | +1:02,7 |
| 7.    | Jiřina Adamičková  | Czechosłowacja    | 2+1        | +1:09,9 |
| 8.    | Anna Sonnerup      | Stany Zjednoczone | 1+2        | +1:20,6 |
| 9.    | Véronique Claudel  | Francja           | 0+0        | +1:24,4 |
| 10.   | Marija Manołowa    | Bułgaria          | 0+4        | +1:39,3 |

### Bieg indywidualny
| Medal | Zawodniczka        | Narodowość | Strzelanie | Wynik    |
| ----- | ------------------ | ---------- | ---------- | -------- |
|       | Swietłana Dawydowa | ZSRR       | 0+1+0+1    | 51:53,4  |
|       | Jelena Gołowina    | ZSRR       | 1+2+0+0    | +1:54,8  |
|       | Petra Schaaf       | RFN        | 0+1+0+0    | +2:01,2  |
| 4     | Inger Björkbom     | Szwecja    | 0+1+0+1    | +2:22,0  |
| 5     | Elin Kristiansen   | Norwegia   | 1+1+0+0    | +2:29,8  |
| 6     | Synnøve Thoresen   | Norwegia   | 0+1+1+2    | +2:35,5  |
| 7     | Jelena Bacewicz    | ZSRR       | 0+1+1+1    | +2:47,4  |
| 8     | Myriam Bédard      | Kanada     | 0+2+1+0    | +2:50,4  |
| 9     | Anne Elvebakk      | Norwegia   | 1+1+0+2    | +3:22,2  |
| 10    | Cwetana Krastewa   | Bułgaria   | 2+2+1+2    | +3:37,8  |
| ...   |                    |            |            |          |
| 48.   | Anna Pitoń         | Polska     | 2+4+1+5    | +16:02,0 |
| 49.   | Helena Mikołajczyk | Polska     | 3+3+1+5    | +19:49.0 |
| DSQ   | Krystyna Liberda   | Polska     | -          | -        |

### Sztafeta
| Pozycja | Reprezentacja     | Zawodniczki                                            | Strzelanie | Wynik     |
| ------- | ----------------- | ------------------------------------------------------ | ---------- | --------- |
|         | ZSRR              | Jelena Bacewicz Jelena Gołowina Swietłana Dawydowa     | 0+0        | 1:33:14,1 |
|         | Norwegia          | Grete Ingeborg Nykkelmo Anne Elvebakk Elin Kristiansen | 1+1 0+0    | +1:13,9   |
|         | Finlandia         | Tuija Vuoksiala Seija Hyytiäinen Pirjo Aalto           | 2+0 0+0    | +1:58,8   |
| 4.      | Bułgaria          | Cwetana Krastewa Marija Manołowa Nadeżda Aleksiewa     | 3+1 0+0    | +4:52,3   |
| 5.      | Szwecja           | Mia Stadig Anna Hermansson Inger Björkbom              | 0+0 3+0    | +5:43,3   |
| 6.      | Stany Zjednoczone | Patrice Jankowski Joan Smith Anna Sonnerup             | 0+0        | +6:05,0   |
| 7.      | Czechosłowacja    | Jana Vápeníková Petra Červenková Jiřina Pelcová        | 1+0 0+0    | +6:44,0   |
| 8.      | RFN               | Inga Kesper Irene Schroll Petra Schaaf                 | 0+1 0+0    | +6:51,7   |

### Bieg drużynowy
| Pozycja | Reprezentacja     | Zawodniczki                                                                   | Strzelanie | Wynik   |
| ------- | ----------------- | ----------------------------------------------------------------------------- | ---------- | ------- |
|         | ZSRR              | Jelena Bacewicz Jelena Gołowina Swietłana Paramygina Swietłana Dawydowa       | 1 0        | 56:30,3 |
|         | RFN               | Irene Schroll Daniela Hörburger Inga Kesper Petra Schaaf                      | 1 2        | +4:48,0 |
|         | Bułgaria          | Nadeżda Aleksiewa Iwa Karagiozowa Marija Manołowa Cwetana Krastewa            | 1 4 3      | +5:39,1 |
| 4.      | Stany Zjednoczone | Nancy Bell-Johnstone Anna Sonnerup Patrice Jankowski Joan Smith               | 1 3 1      | +6:08,3 |
| 5.      | Czechosłowacja    | Pavlína Brožová Petra Červenková Jana Vápeníková Jiřina Pelcová               | 0 2 1 2    | +6:09,4 |
| 6.      | Norwegia          | Grete Ingeborg Nykkelmo Hildegunn Mikkelsplass Synnøve Thoresen Helga Øvsthus | 2 4 2 3    | +8:12,0 |
| 7.      | Finlandia         | Tuija Vuoksiala Pirjo Aalto Päivi Kallio Seija Hyytiäinen                     | 0 2 4      | +8:40,8 |
| 8.      | Szwecja           | Annika Olsen Anna Hermansson Annelie Engström Mia Stadig                      | 1 3 2      | +9:19,3 |

## Klasyfikacja medalowa
| Miejsce | Państwo        |   |   |   | Razem |
| ------- | -------------- | - | - | - | ----- |
| 1.      | ZSRR           | 4 | 3 | 2 | 9     |
| 2.      | NRD            | 2 | 0 | 1 | 3     |
| 3.      | Norwegia       | 1 | 2 | 1 | 4     |
| 4.      | Włochy         | 1 | 0 | 0 | 1     |
| 5.      | Francja        | 0 | 1 | 1 | 2     |
| 5.      | RFN            | 0 | 1 | 1 | 2     |
| 7.      | Czechosłowacja | 0 | 1 | 0 | 1     |
| 8.      | Bułgaria       | 0 | 0 | 1 | 1     |
| 8.      | Finlandia      | 0 | 0 | 1 | 1     |